# الخضيري (الأحساء)
الخضيري هي قرية تتبعُ الأحساء في المِنطقة الشرقيَّة في المَملكة العربيَّة السعوديَّة.

## الموقع
تقع الخضيري جنوب شرق مدينة الهفوف وتيعد عنها 17 كم وجنوب حرض، وتبعد عن محافظة الأحساء مسافةَ 66 كيلومترًا، وتبعد عن مطار الأحساء الإقليمي 35.8 كم، كما تقع جنوب الدمام بمسافة 143 كم، وعن العاصمة الرياض مسافة 500 كيلومترًا.

## السكان
يبلغ عدد سكان القرية حوالي 70 نسمة موزعين في 15 منزل.